# Papy Lukata Shumu
Papy Lukata Shumu (ur. 23 kwietnia 1978) – kongijski piłkarz grający na pozycji bramkarza.

## Kariera klubowa
Karierę piłkarską Shumu rozpoczął w Demokratycznej Republika Konga, od 2003 roku gra w Angoli. Jego pierwszym klubem w tym kraju była ASA Luanda. W 2003 roku wywalczył z nią pierwsze trofea - mistrzostwo i superpuchar Angoli. W 2004 roku także został mistrzem kraju, a w 2005 roku zdobył Puchar Angoli. W 2004 i 2005 roku także sięgał po superpuchar kraju. W 2009 roku Kongijczyk przeszedł do Petro Atlético Luanda i w pierwszym sezonie gry w tym klubie wywalczył mistrzostwo kraju.

## Kariera reprezentacyjna
W reprezentacji Demokratycznej Republiki Konga Shumu zadebiutował w 1996 roku. W 2004 roku został powołany do kadry na Puchar Narodów Afryki. Na tym turnieju rozegrał jedno spotkanie, z Tunezją (0:3).